# Oitma laid
Oitma laid est une île inhabitée d'Estonie, dans la baie de Kiudu Lõp, elle-même dans le golfe de Riga ; elle fait partie de l'archipel de Moonsund.

## Description
L'île fait partie de la réserve naturelle de Kahtla-Kübassaare hoiuala. Elle est située à 20 mètres de l'île de Saaremaa, la plus grande île d'Estonie ; elle mesure 450 mètres de long sur 70 mètres de large (3,15 hectares).
Administrativement, elle relève du comté de Saare.